# Hedvig Charlotta Nordenflycht
Hedvig Charlotta Nordenflycht, född 28 november 1718 i Stockholm, död 29 juni 1763 i Skoklosters församling, var en svensk författare. Hon var dotter till kamreren i Kammarkollegium Anders Andersson Nordbohm (adlad under namnet Nordenflycht) och Christina Rosin. Hon anses ibland ha varit Sveriges första feminist och betraktas som en av 1700-talets främsta svenska poeter. Hon är också unik i det att hon var en av de första svenska kvinnorna som kunde försörja sig själv på sitt skrivande.

## Uppväxt och giftermål
Nordenflycht växte upp i Stockholm, men flyttade 1731 till familjens bruksegendom Viby i Harbo socken i Uppsala län. Efter ett löfte på faderns dödsbädd 1734 förlovade hon sig med sin lärare Johan Tideman, som dock avled 1737 innan giftermålet blev av. Nordenflycht tog starkt intryck av Tidemans skarpa intellekt, men han var anhängare till den upplysningstida rationalism och skepticism som Nordenflycht senare skulle ta avstånd ifrån.[källa behövs]
Något år efter Tidemans död mötte hon prästen Jacob Fabricius och gifte sig med honom 1741. Deras äktenskap skulle visa sig bli kort men också lyckligt. Maken insjuknade och avled endast nio månader efter parets giftermål. Som en följd av detta flyttade Nordenflycht från Karlskrona, dit paret flyttat då Fabricius fått arbete som amiralitetspredikant, och till ett litet torp på Lidingö. Hennes tillvaro präglades av sorg och har beskrivit sin boning med orden "Hela rummet med sorgliga målningar beklätt, vittnade om min saknad, och en cymbal med några fåglar voro här de endaste glädjetecknen...".

## Författarskap

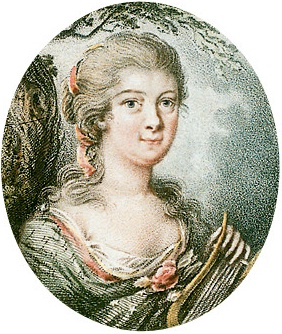
Hedvig Nordenflycht, kopparstick av Johan Fredrik Martin.

Nordenflycht vann berömmelse med diktsamlingen Den sörgande turtur-dufwan (1743) som författades i sorgen efter makens död.1744–1750 gav hon ut fyra volymer som hon kallade Qwinligit Tankespel. Hon följde på ett engagerat sätt sin samtids debatter och många av hennes verk har karaktären av debattinlägg i politiska, filosofiska och religiösa frågor, samt i frågor om kvinnans fri- och rättigheter. Förutom poesi skrev Nordenflycht även rokokovisor (Dorillas kväde). Av hennes verk kan särskilt Fruentimrets försvar (1761) framhållas, i vilken Nordenflycht efter ett långt och indignerat förord försvarar det kvinnliga könet som Rousseau klandrar för teaterns fall, samt Fruentimbers Plikt at upöfwa deras Wett, 1741, där hon angriper kvinnoförtrycket och hävdar kvinnans rätt till boklig bildning.
Nordenflychts mest lästa dikt, Öfver en Hyacint, 1762 är en kärleksförklaring till en yngre man vid namn Johan Fischerström, fysiokrat och ekonom, som kom att bli hennes sista kärlek. De senare dikterna handlar om triangeldramat mellan dessa två och grevinnan Cathérine Charlotte De la Gardie som utspelade sig vintern 1762–63. Om slutet på hennes liv står "... Öfvergifven af denne, hvars genkärlek hon trodde sig äga, kastade hon sig i den förbi hennes boning flytande bäcken. Hon upptogs väl med lifvet men afled tre dagar därefter d. 28 juni 1763", 44 år gammal.

### Nordenflycht som kvinnlig författare
Nordenflycht var en kvinnlig författare som skrev för kvinnor. Detta var ovanligt på 1700-talet, även i Sverige. Nordenflycht överskred alla satta gränser för det kvinnliga könet under sin tid och axlade en ‘manlig’ roll bara genom att vara en författare som syntes i offentligheten. Kvinnans ställning under 1700-talet kunde se olika ut berodde på klass, civilstånd, och ålder. I och med att Nordenflycht var överklass, fick hon mer möjligheter till utbildning och hade pengar att röra sig med. Kvinnliga författare måste under denna tid hoppas på att en man i deras närhet skulle försörja deras skrivande och författarskap, låta henne skriva. Nordenflycht var även änka och hade därmed rätt att rå om sin egen ekonomi. Hon hade alltså större förutsättningar att komma ut med sina texter, att överhuvudtaget att leva på egna villkor, än många andra kvinnor.
Kvinnliga författare fanns, men dessa kvinnor skrev mest tillfällesdikter och nådde sällan offentligheten. Nordenflycht skrev visserligen tillfällesdikter såsom även andra kvinnor. Över hälften av hennes texter var i själva verket tillfällesdikter. Detta berodde på att under denna tid var tillfällesdikter sedda som ‘sämre’ litteratur, och var därmed en sådan slags litteratur som kvinnor ‘tilläts’ skriva offentligt. Nordenflycht var unik i det avseendet, att hon som kvinna förutom tillfällesdikter dessutom lyckades komma ut med sin övertygelse om kvinnans intellektuella kapacitet och budskapet att kvinnan förtjänar rättigheter genom sitt författarskap. Nordenflycht var den enda svenska kvinnliga författaren under denna tidsperiod som förutom tillfällesdikter även skrev, eller i själva verket den enda kvinnliga författaren som publicerade, texter i de ‘höglitterära’ genrerna (verspeik, dramatik och kärleksdikter). Förutom detta, var Nordenflycht därtill den flitigaste skribenten när den gällde kvinnofrågan. Nordenflycht stack inte under stol med sitt hopp om att kunna använda sin skaldegåva till något mer, och enligt henne högre och värdefullare, än tillfällesdikter. Nordenflycht påstod sig vara unik som författare som den enda kvinnan som ägnar sig åt ‘vitterlek’ (litterär verksamhet). Det rådde en allmän uppfattning att tillfällesdikter inte var ‘litteratur’, och hon delade denna uppfattning. I detta avseende hade hon alltså rätt i sitt uttalande. Nordenflycht var däremot inte emot att dela sin scen med andra kvinnor, och lyfte vid flera tillfällen upp andra skapande och lärda kvinnor i sina skrifter. Samlingen som gick under Qwinligt tankespel skrev hon de första delarna under pseudonymen “En herdinna i Norden”, men de senare under eget namn. Dessa texter dedikerades alltid till kvinnor.
Nordenflycht föddes i förändringens tid för kvinnor. Upplysningstiden hade börjat, och i och med detta hade åtminstone de högre klassernas världsbild börjat få en annan form, och tankesätt och uppfattningar hade börjat förändras. Nordenflycht hade fler förutsättningar än de flesta andra kvinnor då det kom till utbildning, då hon kom från en välbärgad familj där hon tilläts lära sig att skriva och främmande språk. Som kvinna stängdes hon ändå ut från formell utbildning och därmed, all form av vetenskap. Eftersom hon blev utestängd att få de svar hon krävde genom vetenskapen, blev hon tvungen att leta efter svaren på annat håll. Nordenflychts kunskapssökande ägde därför rum i den snäva kvinnliga sfären, som till stor del innefattade det religiösa. Många av Nordenflychts tidiga dikter har religiös prägel och religiösa symboler, eftersom det var där hon tilläts vara och undersöka. Hon valde dock att skriva om kvinnor även i dessa dikter, genom att lyfta fram det kvinnliga perspektivet och ge kvinnorna den huvudsakliga rösten, om så i ett religiöst sammanhang frigjort från den verklighet Nordenflycht själv levde i.
Dock utvidgades Nordenflychts ämnen snabbt till andra ämnen. Nordenflycht var en utpräglad filosof till sinnet, och ställde frågor som platsade i den upplysningstid hon levde i. Hon kände en stor bitterhet över sin situation som kvinna, över de trånga rum hon blivit instängd i när det gällde att upptäcka och ämna att svara på de stora, filosofiska frågorna som ställdes av män hon läste texter av och beundrade. Hon kände helt enkelt ett stort behov och ett brinnande intresse att delta i diskussionen som pågick runt henne.

## Kvinnosynen
Nordenflycht skrev dikter i sin ungdom om kvinnans plikt att odla sitt förstånd. Hennes första klart kvinnopolitiska dikt hette “Fruentimbrens plikt att utöva deras wett” och skrevs år 1741- I denna dikt hävdade Nordenflycht att det är kvinnans plikt att vidareutveckla sitt vett, för att kunskap är den enda rätta vägen till emancipation. Bildning var det allra viktigaste kvinnor kunde skaffa sig. Nordenflycht ansåg att kvinnan hade rätt  till kunskap, men skriver ingenstans att denna kunskap borde inskränkas till hushålliga sfären, som var den allmänna uppfattningen. Det fanns istället hos Nordenflycht ett tydligt missnöje med den inskränkthet och begränsning som var följden av bristande utbildning för kvinnor. Hon gav flera skäl till att kvinnor bör studera. Om de är svaga, vilket hon inte ansåg, borde de styrkas. Kvinnor skulle utbildas för att vinna vett och dygd och för att förbereda sig för evigheten. De skulle utbildas för att ha ett nyttigt tidsfördriv, och de skulle skaffa sig något att konversera om på sina bjudningar. Kvinnor skulle bli bättre mödrar och hustrur om de fick bildning, ansåg Nordenflycht.  Nordenflycht fungerade överhuvudtaget efter eget exempel, och betonade här, att hon själv har hunnit med både studier och hushållsarbete.
Nordenflychts uppfattning var att kvinnan först och främst bör ses som Människa, sedan som kvinna. Visserligen framhäver hon genom sin diktning att det är skillnad mellan könen och att  kvinnan är svagare byggd än mannen. Däremot ansåg hon att denna kvinnliga svaghet inte sträckte sig till hjärnan, intellektet eller det själsliga livet. Istället ansåg hon män vara svaga i det avseendet, att de tog bort kvinnans möjlighet att stå sida vid sida med dem, och skrev att  “Det bär ett manligt svagt intellekt som fött tanken på att kvinnan inte hör hemma på Parnassen.” I Kvinnligt Tankespel förde Nordenflycht fram tanken om att kvinnor borde studera naturvetenskapliga ämnen, och för också, för första gången, fram ett tydligt krav hon tidigare bara antytt, nämligen att kvinnor fritt ska få utöva yrken. Nordenflycht ansåg att kvinnan aldrig hade setts, eller behandlats, som mannens jämlike och man har förbjudit henne att ta ut sin rätt som människa.  Nordenflycht skyllde inte dock bara på männen för detta faktum, utan ansåg också att kvinnorna hade ‘stannat kvar i mörkret’ på grund av sin egen lättja. Hon skrev även “Satyr emot afwunsjuka fruentimmer” där hon kritiserade andra kvinnors anti-emancipatoriska kritik som hade uppkommit efter Fruentimrets försvar. Det huruvida Nordenflychts kvinnokamp var för alla kvinnor kan diskuteras. Hon dedikerade Qvinnligt tankespel till högättade kvinnliga läsare, och tycktes därmed inte kämpa för de fattiga, icke-borgerliga kvinnorna, som inte hade tid och pengar för att utbilda sig.

### Kvinnlig dygd
1700-talets Sverige ville generellt skriva samman kvinnlighet och dygd och bilda en personlighet som kunde användas både i sociala, moraliska och konstnärliga situationer. Även män skulle vara dygdiga, men det var framförallt en kvinnlig egenskap. Det ansågs att dygden var det enda som gav kvinnan rätt att skriva, och att denna borde vara det huvudsakliga syftet med det hon höll på med samt det budskap hon ämnade föra ut. Även Nordenflycht ansåg att den skrivande kvinnan borde välja dygden och alltid finnas i det hon kallade dygdens “ljuwda tjäll”. I sin diktning behandlar Nordenflycht de mänskliga dygden i förhållandet till gud, sedan till medmänniskan, sedan till det egna jaget, och avslutningsvis dygden i förhållandet till människans egna omdömesförmåga.
Detta synsätt om kvinnlighet och dygd var grundligt inlärt för både män och kvinnor, men började så småningom förändras. I Nordenflychts diktning märktes förändringen tydligt. Dock hade hon så noggrant tänkt igenom och klart formulerat dygden som begrepp i sina texter, byggt upp en hel dygdelära. Denna förändring inträdde därför sent i hennes författarskap. Nordenflycht såg dygdebegreppet helt förlora sin betydelse med djup smärta. Den sista dikt hon någonsin skrev, “Hildur til Adil”, beskriver Nordenflychts förhållande till sista kärleken Johan Fischerström. Huvudkaraktären Hildur  upplever kärleken som en okuvlig kraft, där varken Hildurs dygd eller ‘tanke gåfva’ hjälper henne mot kärleken, även då den gör henne illa och orsakar henne stort lidande. Hon använde Hildur som pseudonym i några sena dikter.

## Nordenflychts kvinnokamp
Nordenflycht ses som frihetstidens djärvaste, mest radikala kvinnopolitiska författare. Hon skrev både dikter och prosatexter där den kvinnopolitiska frågan tas upp plus texter som indirekt tar upp dessa frågor.  Det uppstod en gradvis ökande radikalitet i texterna, där Fruentimrets försvar var kulmen.
Nordenflycht använde sig i hög grad av de upplysningsfilosofiska tankesätt som florerade i tiden för att utforma sina tankar. Hon utnyttjade alla de möjligheter som fanns för kvinnan att bedriva kvinnokamp i de övre sociala skikten. Hon utnyttjade även upplysningstidens anda av nya strömningar och raserandet av det gamla sättet att se på världen. Det som dock är värt att notera att konkreta handlingsprogram i Nordenflychts kvinnoemancipatoriska texter lyser med sin frånvaro. Nordenflycht krävde inget, inte jämställdhet inför lagen eller politiska mandat i sina texter, till exempel. Dock diskuterar hon t.ex. diskussion om kvinnans ställning i äktenskapet och anser att kvinnan bör vara jämställd där. Nordenflychts syn på äktenskapet förändrades från ganska konservativ till mer fri. Synen på kärleken överlag förändrades tillika. I Nordenflychts “Vettsaga” från år 1754, tillåts den kvinnliga karaktären odla sitt intellekt, och detta visar sig vara hemligheten för lycklig kärlek.
Nordenflycht ansåg att omyndighetsförklarandet av kvinnor bör upphöra. Själv var hon änka och därmed myndig, men hon diskuterade ändå gärna andra kvinnors känsla av instängdhet i sitt omydigskap. Hon talade för en bättre ställning för kvinnor igenom hela sitt författarskap, även om hon inte gav verktyg för förändring.

### Fruentimrets försvar
Efter sina ungdomsdikter om kvinnans plikt att odla sitt förstånd hade Nordenflycht  inte gått vidare med sin kvinnokampsdiktning. Hon hade istället valt att fungerat igenom sitt eget exempel, då hon bevisat kvinnans intellektuella kapacitet genom att själv vara kvinna och visa sitt intellekt. Dock skulle detta förhållningssätt upphöra.
Nordenflycht idoliserade flera upplysningsfilosofer, och Rousseau var en av hennes klara favoriter. Denna beundran skulle få ett abrupt slut, när Rousseaus kvinnosyn uppenbarades. Rousseau skrev ett brev till H. Alembert om en teater som skulle inrättas i Genève. I brevet hävdar Rousseau att kvinnor inte var kapabla till att förstå, och allra minst göra, konst. Han ansåg att kvinnor inte ägde ‘känslan’ och ‘elden’ som konsten krävde, och anklagade kvinnorna för att ha förstört denna. Rousseau var dessutom emot offentliga kvinnor, och tyckte att allt de tar sig till samt deras kunskapsområden endast bör tillämpas i hushållets sfär.
Rouseaus attack mot kvinnor var det som fick Nordenflycht att skriva Fruentimrets försvar. Argumenten emot Rousseau samlades i denna text. Redan titeln avslöjade diktens avsikt, då den var titulerad som “Fruentimrets försvar, Emot J.J. Rousseau, Medborgare I Geneve”. Genom valet av bunden form på dikten kunde hon dessutom bevisa att hon kunde skriva med ‘glödande vältalighet’ - något Rousseau ansåg att kvinnor inte kunde.
I sitt företal till dikten lyfter Nordenflycht upp det paradoxala hos Rousseau. Hon skriver, att om Rousseau vill beskylla kvinnorna för allt det “som giöra vår tid bortskiämd och löjlig”, betyder det att han erkänner att kvinnan besitter potential för styrka och förändring. I dikten framhåller Nordenflycht att kvinnan sätts i alltför trånga ramar. Hon hävdar att förtrycket är en följd av fördomar, samt att det faktum att förtrycket är så normaliserat och vardagligt i samhället inte är en ursäkt för det att fortgå.
Nordenflycht ämnade skriva in sig i den europeiska upplysningsdebatten med denna text, med det kvinnliga perspektiv, kvinnan som upplyst varelse samt kvinnans rätt att vara upplyst som huvudpoänger. Fruentimrets försvar riktade sig både till de manligt dominerade akademiska världen och de kvinnliga salongerna. Nordenflycht ville bevisa kvinnornas potential och ge de kvinnor som var fast i salongssfären kurage att kämpa för sin frihet.
Fruentimrets försvar är ett försvarstal där kvinnokönet är det som tas i försvar gentemot Rousseau samt hela resten av den manliga akademiska världen. Nordenflycht motbevisar Rousseaus åsikter om kvinnor genom hela dikten, genom att till exempel räkna upp kvinnor som ägt både känsla och eld (bland dessa namn hittas Kleopatra och Marguerite D'Anjou, till exempel). Nordenflycht tar upp kvinnofrågan i den upplysningsfilosofiska debatten som om det var självklart att den hörde hemma där.
Nordenflychts tankar om vad som egentligen formar vår könstillhörighet kom att bli förvånansvärt moderna och radikala. I Fruentimrets försvar skriver hon att “Kvinnans underlägsna ställning kan inte knytas till kroppen eller naturen, utan beror på uppfostran och vana.” samt att “Naturen får då skuld, och blod och hjerta del/I det, som blott har grund i fostrings-sättets fel.” Nordenflycht hävdade, att det att kvinnan kan verka svag, icke-kunnig och icke-ambitiös har sin grund i historiska förhållanden, och inte i biologin. Även om hon höll fast vid tanke om att kvinnan var kroppsligt svagare än mannen igenom sitt liv, är denna vägran att använda biologin som ursäkt för förtryck ytterst progressiv.
Fruentimrets försvar sprängde gränser när det gällde kvinnlig verksamhet. Dock har texten en påfallande brist av konkretisering. Nordenflycht lyfter upp kvinnans utestängning från yrkesarbete samt hennes avsaknad av politiskt inflytande endast ett fåtal gånger, och diskuterar inte dessa vidare.

## Tankebyggarorden
Nordenflycht invaldes snabbt i Tankebyggarorden där hennes kusin Carl Klingenberg även blev medlem tillsammans med Gustaf Filip Creutz och Gustaf Fredrik Gyllenborg år 1753. Hon blev snabbt dess centralgestalt och kallades därefter Herdinnan i Norden. Orden utgav årsboken Våra Försök.

## Bibliografi

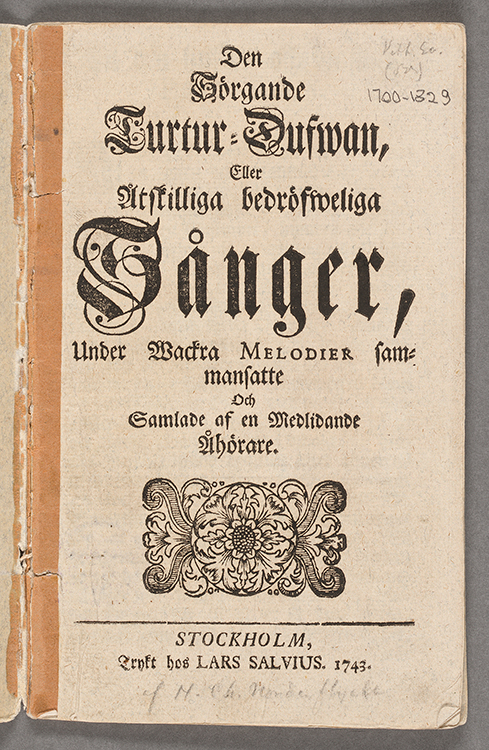
Titelsidan till Den sörgande turtur-dufwan (1743).

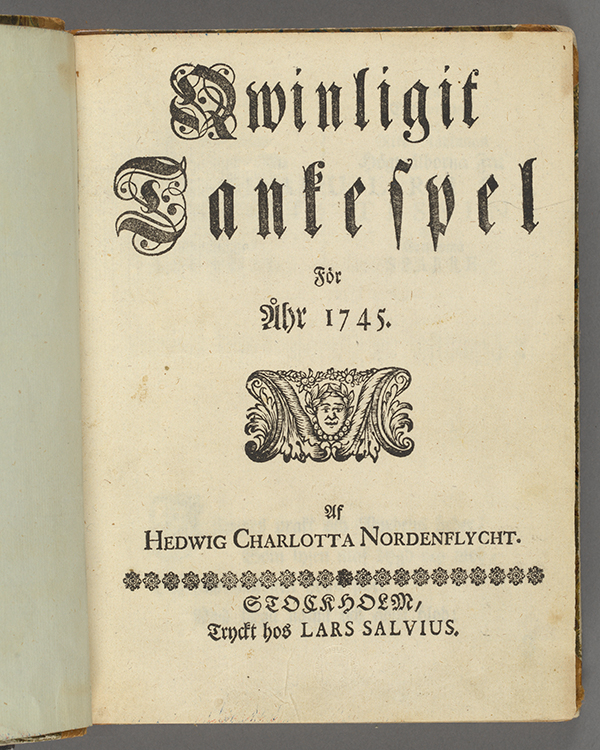
Titelsidan till andra årgången av Qwinligit tankespel (1745).

### Medverkan

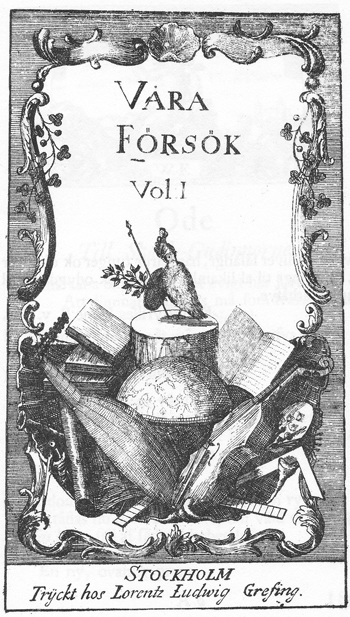
Titelbladet till Våra försök 1753

- Våra försök. Stockholm tryckt hos Lorentz Ludwig Grefing. Stockholm: Tryckt hos Lorentz Ludwig Grefing. 1753-1756. Libris 2435412
  -  Vol. I. 1753. Libris 2435413. http://litteraturbanken.se/#!/forfattare/Tankebyggarorden/titlar/VaraForsok1/info
  -  Vol. II. 1754. Libris 2435414. http://litteraturbanken.se/#!/forfattare/Tankebyggarorden/titlar/VaraForsok2/info
  -  Vol. III. 1756. Libris 2435415. http://litteraturbanken.se/#!/forfattare/Tankebyggarorden/titlar/VaraForsok3/info
- Witterhets arbeten, utgifne af et samhälle i Stockholm. Stockholm. 1759-1762. Libris 2428069
  -  1, 1759. Stockholm: Svenska vitterhetssamf. (SVS). 1990[1759]. Libris 930839. ISBN 91-7230-039-6 - Faks. av: 2. uppl. Stockholm: Kongl. tr., 1759.
  -  2, 1762. Stockholm: Svenska vitterhetssamf. (SVS). 1992[1762]. Libris 930840. ISBN 91-7230-045-0 - Faks. av: 2. uppl. Stockholm : Kongl. tr., 1762.
  -  3, 1762. Libris 2428072

### Samlade skrifter och urval
- Samlade skrifter. Svenska vitterheten, 99-3173382-9 ; 1. Upsala: Hanselli. 1852. Libris 1924161
- Samlade skrifter : utg. av Hilma Borelius och Theodor Hjelmqvist. Författare, Svenska, utg. av Svenska vitterhetssamfundet ; 11. Stockholm. 1924-1938. Libris 2937732
  -  Del 1. 1924-1925. Libris 114787. http://litteraturbanken.se/#!/forfattare/NordenflychtHC/titlar/SamladeSkrifter1/info
  -  Del 2. 1926-1927. Libris 11478*6. http://litteraturbanken.se/#!/forfattare/NordenflychtHC/titlar/SamladeSkrifter2/info
  -  Del 3. Halvband 1. 1938. Libris 114784. http://litteraturbanken.se/#!/forfattare/NordenflychtHC/titlar/SamladeSkrifter3_1/info
  -  Del 3. Halvband 2, Kommentar och tillägg. 1938. Libris 114785. http://litteraturbanken.se/#!/forfattare/NordenflychtHC/titlar/SamladeSkrifter3_2/info
- Den sörjande turturduvan : poesi och prosa / i urval samt med inledning och kommentarer av Torkel Stålmarck. Levande litteratur, 99-0208799-X. Stockholm: Natur o. kultur. 1963. Libris 12471
- Skrifter ; under redaktion av Torkel Stålmarck och med inledning av Sture Allén. Svenska klassiker / utgivna av Svenska akademien, 99-2090989-0. Stockholm: Atlantis. 1996. Libris 10070266. http://litteraturbanken.se/#!/forfattare/NordenflychtHC/titlar/Skrifter/info

### Översättningar
- Gustaf Lithou: Encomium Stockholmiæ urbis primariæ regni svio-gothici : lof-qwäde öfwer Swea-rikes hufwud-stad Stockholm (Stockholm, 1749)
- Barbet Cochois: Mademoiselle Cochois Tankar, om konsten at sminka ansiktet (Stockholm, 1749)
- Horatius: Öfversättning af Horatii XIII. ode (Stockholm, 1760)

### Fotnoter
1. 1 2  Hedvig Charlotta Nordenflycht, Svenskt biografiskt lexikon, Svenskt Biografiskt Lexikon-ID: 8227.[källa från Wikidata]
2. 1 2  Encyclopædia Britannica, Encyclopædia Britannica Online-ID: biography/Hedvig-Charlotta-Nordenflychttopic/Britannica-Online, läst: 9 oktober 2017.[källa från Wikidata]
3. 1 2  FemBios databas, FemBio-ID: 20861, läst: 9 oktober 2017.[källa från Wikidata]
4. ↑  Torkel Stålmarck: Hedvig Charlotta Nordenflycht i Svenskt biografiskt lexikon
5. ↑  Stolpe 1980, s. 23.
6. ↑  Nordenflycht, Hedvig Charlotta i Herman Hofberg, Svenskt biografiskt handlexikon (andra upplagan, 1906)
7. ↑  Klintberg, Bengt af (2001). Namnen i almanackan (1. uppl.). Stockholm: Norstedts ordbok. Libris 8372769. ISBN 91-7227-292-9